# Sangrado (impresión)

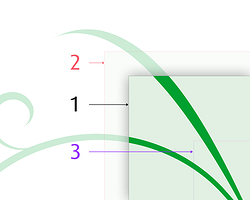
1. Línea de corte: es donde se cortará el producto.
2. Sangrado; la zona fuera del área de recorte.
3. Margen; la zona dentro del área de recorte.

En impresión, el sangrado o márgenes de sangradoes la parte de una impresión que va más allá del borde donde se recortará la hoja. En otras palabras, el sangrado es el área que se debe recortar. El sangrado es la parte lateral de un documento que le da a la impresora una pequeña cantidad de espacio para tener en cuenta las inconsistencia del diseño y el movimiento natural del papel antes de pasar por la guillotina. Los colores de las ilustraciones y del fondo a menudo se extienden más allá del margen entrando en el sangrado. Después del recorte, el sangrado garantiza que no queden bordes sin imprimir en el documento recortado final. 
Es muy difícil imprimir exactamente hasta el borde de una hoja de papel o cartón, por lo que para lograrlo es necesario imprimir un área ligeramente más grande que la necesaria y luego recortar el papel o el cartón al tamaño final requerido. Las imágenes, imágenes de fondo y rellenos que están destinados a extenderse hasta el borde de la página deben extenderse más allá de la línea de corte para dar un sangrado.